# Distrito de Timiș
Timiș (en húngaro: Temes, en serbocroata: Tamiš/Тамиш, en búlgaro del Banato: Timiš) es un distrito (județ) situado en la zona occidental de Rumanía, en la región histórica de Banato. Su capital es la ciudad de Timișoara.
En el pasado, el distrito Timis se ha caracterizado por tener un gran número de asentamientos de alemanes étnicos conocidos como suabos del Banato.

## Geografía
Timiș limita con los distritos rumanos de Caraș-Severin, Arad y Hunedoara, con el estado de Serbia al suroeste, y con Hungría al noroeste.

## Subdivisiones
El distrito tiene 2 ciudades con estatus de municipiu, 8 ciudades con estatus de oraș y 89 comunas.

### Ciudades con estatus demunicipiu
- Timișoara - ciudad, la capital; población: 319 279 hab. (2011)
- Lugoj - población: 37 321 hab. (2011)

### Ciudades con estatus deoraș
- Sânnicolau Mare - población: 11 540 hab. (2011)
- Jimbolia - población: 10 808 hab. (2011)
- Recaș - población: 7782 hab. (2011)
- Făget - población:  6571 hab. (2011)
- Buziaș - población: 6504 hab. (2011)
- Deta - población:  5963 hab. (2011)
- Gătaia - población: 5449 hab. (2011)
- Ciacova - población: 5348 hab. (2011)

### Comunas
- Balinț
- Banloc
- Bara
- Bârna
- Beba Veche
- Becicherecu Mic
- Belinț
- Bethausen
- Biled
- Birda
- Bogda
- Boldur
- Brestovăț
- Bucovăț
- Cărpiniș
- Cenad
- Cenei
- Checea
- Chevereșu Mare
- Comloșu Mare
- Coșteiu
- Criciova
- Curtea
- Darova
- Denta
- Dudeștii Noi
- Dudeștii Vechi
- Dumbrava
- Dumbrăvița
- Fârdea
- Fibiș
- Foeni
- Gavojdia
- Ghilad
- Ghiroda
- Ghizela
- Giarmata
- Giera
- Giroc
- Giulvăz
- Gottlob
- Iecea Mare
- Jamu Mare
- Jebel
- Lenauheim
- Liebling
- Livezile
- Lovrin
- Margina
- Mașloc
- Mănăștiur
- Moravița
- Moșnița Nouă
- Nădrag
- Nițchidorf
- Ohaba Lungă
- Orțișoara
- Otelec
- Parța
- Pădureni
- Peciu Nou
- Periam
- Pesac
- Pietroasa
- Pișchia
- Racovița
- Remetea Mare
- Sacoșu Turcesc
- Saravale
- Satchinez
- Săcălaz
- Sânandrei
- Sânmihaiu Român
- Sânpetru Mare
- Secaș
- Șag
- Șandra
- Știuca
- Teremia Mare
- Tomești
- Tomnatic
- Topolovățu Mare
- Tormac
- Traian Vuia
- Uivar
- Variaș
- Vălcani
- Victor Vlad Delamarina
- Voiteg

## Personas destacadas
- Béla Lugosi
- Traian Vuia
- Johnny Weissmüller
- Béla Bartók
- Herta Müller